# Pajtuński Młyn
Pajtuński Młyn – osada w Polsce położona w województwie warmińsko-mazurskim, w powiecie olsztyńskim, w gminie Purda, nad rzeką Kośną. Znajduje się w odległości ok. 2 km od wsi Pajtuny.
W latach 1975–1998 miejscowość administracyjnie należała do województwa olsztyńskiego. Osada znajduje się w historycznym regionie Warmia.
Pierwsze wzmianki o Pajtuńskim Młynie pochodzą z 1374 roku. W osadzie znajduje się niewielki młyn wodny na rzece Kośnej z przełomu XIX i XX wieku. Młyn ten został spalony podczas wojen ze Szwedami. Został ponownie odbudowany w roku 1660. Dolna kondygnacja jest murowana, piętro natomiast drewniane. Dawniej młyn należał do Jana Gnatowskiego oraz do Manfreda Jana Gnatowskiego. Kamienie młyńskie zostały przywiezione w 1921 r. z Elbląga.
Obecnie w osadzie znajduje się ośrodek turystyki konnej i dwa gospodarstwa agroturystyczne.

## Ciekawostki
W Pajtuńskim Młynie kręcono zdjęcia do drugiej części serialu "Nad Rozlewiskiem".